# Reita Faria
Pour les articles homonymes, voir Faria.
Reita Faria, née le 23 août 1943 à Panaji (Inde portugaise), est un mannequin, un médecin et une reine de beauté de nationalité indienne. Elle est élue Miss Monde 1966.

## Biographie
Reita Faria naît à Panaji dans l'état de l'Inde portugaise, le 23 août 1943. Après avoir remporté la couronne de Miss Bombay, elle gagne le titre de Miss Inde, plus tôt au cours de cette même année. Elle devient aussi la première femme asiatique et la première femme indienne à avoir remporté le titre de Miss Monde en 1966.
Après avoir tenu sa fonction pendant un an, elle refuse de devenir mannequin ou actrice et se concentre sur ses études de médecine. Elle était étudiante au Grant Medical College & Sir J. J. Group of Hospitals où elle termine son M.B.B.S.. Par la suite, elle a étudié au King's College Hospital de Londres. Elle a épousé son mentor David Powell en 1971, et en 1973, le couple s'installe à Dublin, où elle a commencé sa pratique médicale.
En 1998, Reita Faria fait partie du jury du concours de Miss Inde, et devient juge pour la compétition de Miss Monde à plusieurs reprises dont celle de 1976 en compagnie de Demis Roussos lors de la finale, tenue à Londres où Cindy Breakespeare a été couronnée.

## Vie privée
Reita Faria vit à Dublin, en Irlande avec son mari, l'endocrinologue David Powell, avec qui elle s'est mariée en 1971. Ils ont deux filles, Deirdre et Ann Marie, et cinq petits-enfants, Patrick, Cormac, David, Maria et Johnny.